# Марсалья
Марсалья (итал. Marsaglia) — коммуна в Италии, располагается в регионе Пьемонт, в провинции Кунео.
Население составляет 294 человека (на 2008 год), плотность населения составляет 23 чел./км². Занимает площадь 13 км². Почтовый индекс — 12060. Телефонный код — 0174.
Покровителем коммуны почитается святой Евсевий из Верчелли, празднование 1 августа.

## Демография
Динамика населения:

## Администрация коммуны
- Официальный сайт: http://www.comune.marsaglia.cn.it/